# Ян Радліца
Ян «Радліца», Ян з Радлічиць гербу Кораб (пом. 12 січня 1392, Краків) — польський науковець, лікар, римсько-католицький і державний діяч; канцлер великий коронний (1381–1382), Краківський єпископ (1382–1392).

## Життєпис
Народився Ян, імовірно, в середині XIV століття, у селі Радлічиці біля Каліша, у Великопольщі. Батьком його був Міхал із Кровиці, матір'ю — Кристина. Мав сестру Катажину, братів Войцеха, каштеляна льондського, засновника роду Лаських; Мойєка (Мойзеса, Мойсея), каштеляна беховського і, можливо, Мацея з Ласька.
Після початкового навчання на батьківщині поїхав до Франції, де навчався від 1361 року у Паризькому університеті, згодом в Університеті Монпельє. Отримав ступені магістра медицини та вільних наук і бакалавра теології.
Саме на паризькому етапі свого життя він налагодив контакти з королівським двором Карла V Мудрого, де проявив себе як талановитий лікар. Потім за наказом цього монарха він, імовірно перед 1371 роком, потрапив до двору короля Угорщини та Польщі Людовика Анжуйського, де став його особистим надвірним лікарем.
1374 року став каноніком краківським, отримав провізію каноніка ґнєзненського. 1381 року став краківським архідияконом, тоді ж був призначений на посаду канцлера великого коронного. Як канцлер став членом створеної королем 5-особової ради (колегії) вікаріїв (намісників). Намісницька колегія від імені короля правила у Польщі протягом 1381—1382 років, за часів його відсутності в країні. Завдяки підтримці короля Ян Радліца 5 лютого 1382 року став краківським єпископом, ординарієм найбагатшої польської дієцезії, зберігши посаду канцлера, принаймні, до смерті короля 10 вересня того ж року.
Під час безкоролів'я 1382-1384 років єпископ Ян був прихильником політики та влади Анжуйської династії та польсько-литовської унії. Брав участь у фундації кляштору паулінів на Ясній Горі у Ченстохові 1382 року.
1383 року видав статути краківської капітули, які були доповненням до тих, що раніше видавалися єпископом Яном Ґротом 1328 року. Вони стосувалися діяльності капітули, порядку богослужінь, способу призначення каноніків та обрання єпископа, місць, одягу, заповітів, складених каноніками та суто господарських справ.
Належав до найближчого оточення королеви Ядвіги після її прибуття до Польщі 1384 року, асистував при її коронації у Вавельському соборі, також, за його асистування Владислав II Ягайло отримав хрещення, таїнство шлюбу та польську корону. 1384 року за традицією отримав від королеви нею власноруч вишитий раціонал, який зберігся до сьогодні та використовується краківськими єпископами під час найважливіших церемоній і богослужінь.
14 лютого 1386 року він здійснив обряд хрещення князів і бояр Великого князівства Литовського, зокрема, короля Владислава Ягайла та його братів
За три роки до смерті, тобто близько 1389 року, Ян Радліца отруївся за сніданком у парафії св. Флоріана в Кракові. Інші присутні також отруїлися й померли, проте Яну як лікарю вдалося врятуватися.
1390 року разом із королевою Ядвігою Анжуйською заснували кляштор бенедиктинців на Клепажу у Кракові. Єпископ Ян покращив також маєтності краківських єпископів, зокрема прилучивши до них замок і місто Мушину 1391 року. Водночас, 30 серпня 1391 року королева фундувала алтар свтяої Анни у краківській катедрі, а король ту фундацію підтвердив. Протягом останніх двох років свого життя він проводив заходи, спрямовані на відновлення Краківського університету, яке було завершено лише 1400 року.
Помер єпископ Ян 12 січня 1392 року, був похований у Вавельській катедрі. У XVI столітті його родич, примас Ян Ласький, створив над похованням надгробок, який, на жаль, не зберігся.